# كونور توماس
كونور توماس (بالإنجليزية: Conor Thomas)‏ (29 أكتوبر 1993 في المملكة المتحدة - ) هو لاعب كرة قدم بريطاني في مركز الوسط. شارك مع منتخب إنجلترا تحت 17 سنة لكرة القدم ومنتخب إنجلترا تحت 18 سنة لكرة القدم. أما مع النوادي، فقد لعب مع كوفنتري سيتي ونادي ليفربول.

## وصلات خارجية
- كونور توماس على موقع قاعدة بيانات كرة القدم.إي يو (الإنجليزية)
- كونور توماس على موقع Soccerbase.com (لاعب) (الإنجليزية)
- كونور توماس على موقع Soccerway.com (الإنجليزية)